# Lupiana (kommunhuvudort)
Lupiana är en kommunhuvudort i Spanien.   Den ligger i provinsen Provincia de Guadalajara och regionen Kastilien-La Mancha, i den centrala delen av landet, 60 km öster om huvudstaden Madrid. Lupiana ligger 760 meter över havet och antalet invånare är 221.
Terrängen runt Lupiana är kuperad österut, men västerut är den platt. Lupiana ligger nere i en dal. Runt Lupiana är det ganska glesbefolkat, med 38 invånare per kvadratkilometer. Närmaste större samhälle är Guadalajara, 9,6 km väster om Lupiana. Trakten runt Lupiana består till största delen av jordbruksmark.